# Братство тигра і дракона (маньхва)
«Братство тигра і дракона» — популярна гонконгська маньхва, створена Вон Юклоном, письменником/художником, відповідальним за створення низки інших популярних маньхв. Випуск почався у 1970 році і продовжує виходити досі. Ця книга була першою маньхвою в Гонконзі, заснованою на дії та боротьбі, часто запозиченою з літературного світу уся. Вона започаткувала новий жанр бойовиків гонконгських маньхв та породила багато наслідувачів. Тематика її оповідань часто обертається навколо братерства та боротьби за справедливість.
Конні Лем, директор Центру мистецтв Гонконгу, заявила, що ця маньхва є «іконою виживання в джунглях» і «фантазією», в якій люди з нижчим соціально-економічним статусом покращують своє становище за допомогою фізичних боїв. Вон Ятхей з газети South China Morning Post писав, що ця робота була «першою маньхвою, яка показує екшн та бої». Лі Вінсі, також з SCMP, описав серіал як «найважливішу роботу Вона».
Фільм 2006 року «Братство тигра і дракона» був заснований на цій маньхві.

## Назва
Oriental Heroes — офіційна англійська назва книги. Його китайська назва вимовляється кантонською як Lùhng Fú Mùhn (спрощ.: 龙虎门; кит. трад.: 龍虎門; піньїнь: Lóng Hǔ Mén). Ця назва буквально перекладається як «Братство тигра і дракона» і є відсиланням до назви вигаданої школи та організації кунг-фу, яка є основною темою книги.
Оригінальну назву також можна перекласти як «Маленькі розбійники». Іноді маньхву називають «Тигр Хуан».

## Історія
Маньхву вперше було опубліковано в 1970 році під назвою «Маленькі розбійники» (кит. трад.: 小流氓; єл.: Síu Làuh Màhn). Це були історії про молодих людей, які живуть у громадських житлових кварталах Гонконгу і борються з гангстерами та злочинцями. Герої історій демонстрували антисоціальну поведінку, але зазвичай боролися за справедливість. У перші роки виходу книжки бої були дуже графічно проілюстровані. Використовувалася різна зброя, пролита кров, внутрішні органи, кишки та кістки були показані в ранах, яких зазнали персонажі. Люди критикували графічне насильство, зображене в маньхві та інших подібних бойовиках, що врешті-решт призвело до прийняття в 1975 році Закону про непристойні публікації, який заборонив відверте насильство в маньхвах.
Оскільки Закон про непристойну публікацію поширювався лише на маньхви, Вон Юклон заснував щоденну газету під назвою Sàng Bou (спрощ.: 生报; кит. трад.: 生報; піньїнь: Shēng Bào), щоб продовжити публікацію маньхви. У перший місяць роботи Sàng Bou газета публікувала актуальні новини разом із різними маньхвами, у тому числі Oriental Heroes на задній обкладинці. Через місяць Sàng Bou став виключно щоденною газетою маньхви. Oriental Heroes щотижня публікувався в газеті, а оповідання за цілий тиждень збиралися та публікувалися у формі книги. Вон Юклон змінив назву книги на її поточну назву Lùhng Fú Mùhn з англійською назвою Oriental Heroes. Він також досліджував менш графічні засоби зображення насильства та змінив свою техніку малювання.
Лі Вінсі з South China Morning Post писав, що робота того часу «відображала низову культуру 70-х років».
У відповідь на успіх маньхви письменника Ма Віншіна «Китайський герой», Вон Юклон знову модифікував Oriental Heroes у середині 1980-х. Стиль малювання став «більш реалістичним», а історії стали більш серйозними та менш комічними, як описали Тім Пілчер і Бред Брукс в їхній книзі «Основний путівник по світових коміксах» 2005 року. Після 1991 року маньхву почали малювати інші художники, а не сам Вон Юклон. 

## Персонажі
Історії маньхви здебільшого зосереджені навколо трьох головних героїв, які є лідерами організації та школи кунг-фу «Братство тигра і дракона».
Газета South China Morning Post описала головних героїв як «молодих вуличних злочинців».
У 2006 році Лі Вінсе писав, що Тигр Хуан і Дракон Хуан «стали героями для багатьох молодих людей».
- Тигр Хуан молодший (кит.: 王小虎) — вісімнадцятирічний вихованець школи Тигра і Дракона. Тигр спокійний і мужній, що дає йому змогу виходити проти будь-яких лиходіїв без будь-яких сумнівів. Практично вся його техніка заснована на техніці ніг і називається «18 Ударів Драконоборця Сім'ї Вон», якої його навчив його дядько. Загалом же його стиль заснований на Хунгар. У фільмі його зіграв Ніколас Це.
- Дракон Хуан (кит.: 王小龍) — двадцятирічний старший брат Тигра по батькові. Ще коли він був маленьким, його батько пішов до матері Тигра. Через це мати Дракона довго страждала, і згодом померла, внаслідок чого Дракон потрапив до дитячого будинку. Представлений сам собі, він поступово перетворювався на злочинця і врешті-решт став членом банди. Хоча спочатку Дракон ніде не навчався бойових мистецтв, він зміг самостійно освоїти Багуачжан. Згодом він все-таки зміг примиритися з Тигром, але довго не міг пробачити смерть своєї матері, в якій він звинувачував Тигра. У фільмі його зіграв Донні Єн.
- Золотий/Чорний Дракон (кит.: 石黑龍) — вісімнадцятирічний друг Тигра і Дракона. Він належить до Елоси-цзу, оскільки він наполовину китаєць, наполовину росіянин. Раніше він жив із батьками та молодшою сестрою в Макао, де його батько володів додзьо Дзюдо. Коли члени злочинної організації вбили його батька через відмову приєднається, мати Чорного Дракона втекла з ним у Братство Тигра і Дракона. Крім чудової техніки дзюдо, його головною зброєю є нунчаки.